# La giornata di un giornalista americano nel 2889
La giornata di un giornalista americano nel 2889 (titolo originale In the Year 2889) è un racconto di fantascienza postapocalittico pubblicato a nome di Jules Verne per la prima volta sulla rivista americana The Forum, nel febbraio 1889. La storia è ritenuta principalmente opera di suo figlio Michel Verne, basato sulle idee di suo padre. L'anno successivo l'opera fu tradotta in francese.

## Storia editoriale
Il proprietario del New York Herald James Gordon Bennett, Jr chiese a Jules Verne di scrivere un racconto che proiettasse come sarebbe stata la vita tra mille anni. Se scritto da Jules Verne, sarebbe uno dei suoi pochi racconti e l'unico scritto per la prima volta in inglese. La storia si svolge il 25 settembre 2889.
Una ristampa del 1910 includeva illustrazioni di George Roux.
Con tutta probabilità la storia fu scritta dal figlio Michel Verne. In una lettera all'editore Hetzel, poco dopo la pubblicazione, scrisse:
Michel era il figlio di Verne, incoraggiato dal suo stesso padre a intraprendere la carriera dello scrittore.

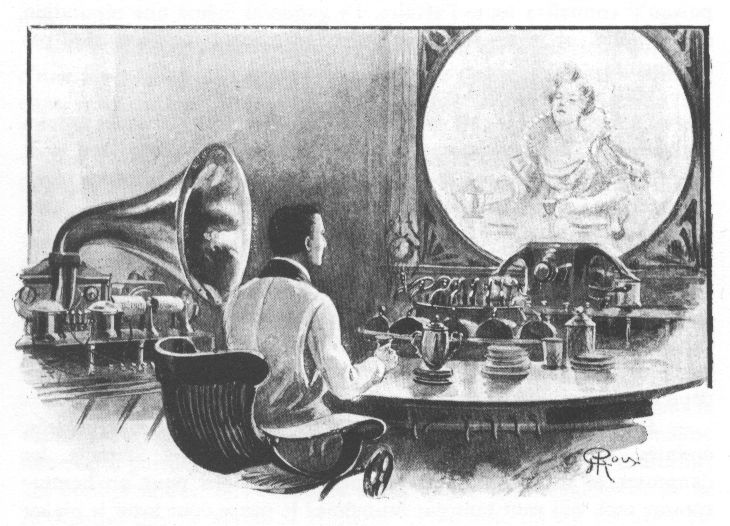
Illustrazione del 1910 di George Roux per il racconto

## Trama
Francis Bennett, un magnate dell'informazione, è proprietario di un enorme complesso imprenditoriale fondato su un giornale, l'Earth-Herald. Intorno al giornale, che viene trasmesso via telefono e via 'fonografo', ruotano grandi interessi economici e politici. Francis Bennett infatti finanzia ricerche scientifiche, imprese spaziali, grandi attività imprenditoriali. Ma soprattutto Francis Bennett gode di un potere politico che oscura quello dello stesso presidente. A lui si rivolgono gli ambasciatori dei paesi stranieri: dell’Inghilterra, che è diventata una colonia americana, della Russia, che domina tutta l’Europa occidentale con l’esclusione della Francia, rimasta l’unico paese libero del Vecchio Continente, ecc. Il controllo dell’informazione diventa così il vero potere politico nel mondo del 2890.

## Previsioni

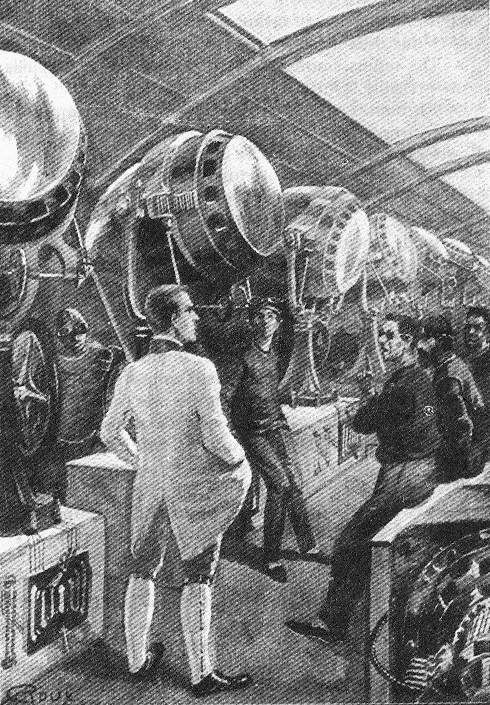
Illustrazione del 1910 di George Roux per il racconto

- Tubi pneumatici che trasportano passeggeri attraverso gli oceani a 1.500 km/h.
- Videoconferenze.
- Un'aspettativa di vita di 68 anni.
- Consegna a domicilio di pasti asettici.
- Annunci proiettati sulle nuvole.
- "Fototelegrammi" da Marte, Mercurio e Venere.
- Risoluzione di equazioni del 95º grado.
- Uno spazio di 24 dimensioni.
- Telescopi di un diametro di 3 km.
- Nuovi pianeti.
- Guerra chimica, guerra biologica, scintille elettriche di 20 leghe.
- Controllo della natalità in Cina.
- Macchine volanti.
- Crionica.
- L'impero britannico è ridotto a Gibilterra.
- Circospezione della Luna.
- Energia solare
- Notizie parlate agli abbonati invece di essere consegnate su carta.
- Cibo composto e preparato scientificamente
- Un'atmosfera priva di microrganismi.
- Trasmissione di immagini tramite specchi sensibili collegati da fili.